# Ruy Pérez I de Villegas
Ruy Pérez I de Villegas o Ruy Pérez de Villegas el Comendador o bien Rodrigo Pérez de Villegas o con grafía antigua como Rui Petri de Villaegas (¿Burgos?, Corona de Castilla, ca. 1250 – ib., 1 de octubre de 1327) era un noble castellano que por mayorazgo fue III señor de la Casa de Villegas hacia 1285, además de ser I señor de Manciles y de Valdegómez, II señor de Pedrosa del Páramo y de Manquillos, III señor de Villegas, de Villamorón y de Villasevil, del palacio de Sasamón y demás feudos, y fue uno de los primeros miembros de la Hermandad de los Hidalgos de Castilla la Vieja desde 1270, caballero de la Orden de Santiago desde 1271, comendador de Castroverde desde 1288 hasta su deceso y participó también en las Cortes de Burgos de 1315.

## Biografía hasta ser comendador santiaguista de Castroverde

### Origen familiar y primeros años
Ruy Pérez I de Villegas había nacido hacia el año 1250 en alguna parte de la Corona de Castilla, muy probablemente en la ciudad de Burgos, siendo hijo primogénito de Pedro Ruiz I de Villegas, o bien Pedro Ruiz de Villegas el Menor o Petrus Roderici de Villaegas "iuniore" (ca. 1203-ca. 1285), I señor de Pedrosa del Páramo y de Manquillos, II señor de Villegas, de Villamorón y de Villasevil, señor del palacio de Sasamón y demás feudos hacia 1242, que fue nombrado caballero de la Orden de Santiago y comendador de la misma, probablemente de Castroverde, repostero mayor del rey Alfonso X el Sabio hacia 1260, su testamentario en 1282 y albacea en abril de 1284.
Su madre era Mayor Ruiz de Lucio o simplemente Mayor de Lucio (n. ca. 1220), una hermana de Elvira Ruiz de Lucio (n. ca 1217) —que donó en 1233 sus propiedades en Quintanilla de An al monasterio de Villamayor de Treviño, y estaba casada con Moriel que fue merino de 1235 a 1239— y de Rodrigo Ruiz de Lucio, siendo los tres, hijos de Ruy González de Lucio (n. ca. 1180) y nietos paternos de Gonzalo Ruiz de Lucio (n. ca. 1160).
El abuelo paterno era Pedro Ruiz de Villegas el Primogénito o Petrus Roderici de Villa Egas (ca. 1177-ca. 1241) que junto a su hermano Garci Rodríguez de Villegas o Garci Roderici de Villa Egas, con sus sobrinos e hijos de aquel, Pedro el Menor y su hermano Diego Rodríguez de Villegas o Didacus Roderici de Villaegas, siendo ambos menores de edad, declararon los cuatro como testigos en mayo de 1216 de una donación al Cabildo de la Catedral de Burgos. El primo hermano de Pedro el Menor era su homónimo Pedro Ruiz de Villegas el Sobrino o Petrus Roderici de Villaegas «nephew» (n. ca. 1205) que con su tío también del mismo nombre, Pedro el Primogénito, fueron testigos de venta en 1216 al citado Cabildo burgalés.
Tenía un tío paterno homónimo, el hidalgo Ruy Pérez de Villegas el Testigo o bien Rodericus Petri de Villaegas por estar solo documentado como tal en 1231 en la entrega de la venta de la condesa Mayor González Salvadórez, que era esposa del conde Fernando Núñez de Lara, de unas tierras del monasterio de San Salvador de Palacios de Benaver al Hospital del Rey en Burgos, y también a Sancho Pérez de Villegas «el Segundogénito» o Sancho Pedrez o bien Sancho Petri de Villa Egas (n. ca. 1178) que era padre de Pedro el Sobrino, quien siendo ya mayor de edad fue testigo el 5 de octubre de 1242 de las hijas del citado conde, Sancha y su hermana Teresa Fernández de Lara, en donde declaró ser hijo de Sancho. Por lo tanto Pedro Ruiz I de Villegas el Menor fue II señor de la Casa de Villegas por herencia de su abuelo el primer señor feudal Pedro Fernández I de Villegas o Petrus Ferdinandi (ca. 1159-ca. 1242), ya que el progenitor de aquel, Pedro el Primogénito, no le sobreviviría por lo que sería confundido con su hijo homónimo.
Tenía tres hermanos, el segundogénito era el homónimo señor feudal Pedro Ruiz de Villegas el Segundón (ca. 1252-f. después de 1316) que fue el vasallo y mayordomo del conde Nuño González de Lara el Bueno que amotinado con sus confederados en Lerma lo enviaba como mensajero al rey Alfonso X para mediar desde 1270 a 1272, además en 1280 fue testigo con dos vasallos propios en el pleito del monasterio de Oña con el consejo de Frías y luego vinculado con Juan Núñez I de Lara en 1292 fue citado en las rentas del rey Sancho IV. Probablemente haya sido el padre de tres varones ilegítimos o que no le sobrevivieron, ya que no lo heredaron en los señoríos: de Alfonso Pérez de Villegas (n. ca. 1273) que llevó desde Aragón a Castilla en 1293 a los hijos del rey de Nápoles que estaban como rehenes, de Diego Pérez de Villegas (n. ca. 1285) que, junto a su primo segundo Pedro Fernández de Lucio y otros, fue testigo de venta en 1305, y también de Gonzalo Pérez de Villegas (n. ca. 1290) cuya hija era Sancha González de Villegas (n. ca. 1325) que se casaría con Juan Fernández de Hinestrosa, VIII señor de Hinestrosa.
Los dos hermanos menores eran Juan Ruiz de Villegas o Juan Rodríguez de Villegas el Viejo (ca. 1258-f. después de 1316) que por herencia paterna fue señor de varios feudos hacia 1285 y se casó con su prima segunda Mayor González de Lucio o Mayor de Lucio (n. ca. 1274) —probable hermana de Juan González de Lucio, que solo aparece documentado en las Cortes de Burgos de 1315 y sin descendencia, y de Teresa González de Lucio casada con Lope García II de Porras quien perdió la vida luchando en la conquista de Tarifa en 1292 y que fueron padres de Ruy Díaz II de Porras, VI señor del Valle de Porras y del linaje, que se enlazaría con María Fernández de Villegas, hija de Fernán Sánchez de Villegas— y con quien tuvo al menos dos hijos llamados Juan Rodríguez de Villegas el Pan y Agua y su hermano Gonzalo González de Lucio, con agnación fingida por heredar a su tío materno Juan. El hermano más joven era el señor feudal Sancho Ruiz de Villegas el Menor (ca. 1259-f. después de 1316) que aparentemente dejó como descendencia ilegítima, por no heredarlo, a Fernán Sánchez de Villegas (n. ca. 1290) que sería el padre de la citada María de Villegas.

### Comendador de la Orden de Santiago y señor de la Casa de Villegas
Fue de los primeros miembros de la Hermandad de los Hidalgos de Castilla la Vieja que fue fundada en las Cortes de Burgos de 1270, luego fue nombrado caballero de la Orden de Santiago desde 1271 y hacia 1285 fue por herencia paterna III señor de la Casa de Villegas, II señor de Pedrosa del Páramo y de Manquillos, III señor de Villegas, de Villamorón y de Villasevil, señor del palacio de Sasamón y demás feudos. Posteriormente fue I señor de Manciles y de Valdegómez, comendador de Castroverde desde 1288 y que ostentaría hasta su deceso.

## Petición a María de Molina para ser tutora del niño rey, Cortes de Burgos y deceso

### Portavoz de la Hermandad de los Hidalgos ante María de Molina

La Corona de Castilla en los siglos XIV y XV, fronteriza al Reino nazarí de Granada y vecina del Sultanato benimerín (además de la Corona de Aragón y de los otros dos reinos peninsulares: Navarra y Portugal).

Cuando falleció el monarca Fernando IV el 7 de septiembre de 1312, la hermandad de los Hidalgos de Castilla la Vieja envió a finales del mismo año a Ruy Pérez de Villegas, uno de sus primeros miembros, con carta a nombre del infante Juan de Castilla "el de Tarifa" y otros nobles para que la reina consorte viuda María de Molina fuese tutora de su nieto sucesor, el niño rey Alfonso XI, pero esta inicialmente no aceptó tal responsabilidad.
Como consecuencia se desarrollaron disputas entre los aspirantes a la regencia que fueron resueltas al año siguiente. De esta forma, los infantes Juan y Pedro de Castilla, que eran respectivamente el tío abuelo y el tío del joven monarca, conformaron la regencia del reino y la tutela del mismo la asumió la madre Constanza de Portugal, pero tras su pronta muerte el 18 de noviembre del mismo año, la asumió finalmente la abuela María de Molina.

### Las Cortes de Burgos de 1315 y el fin de la regencia real en 1325
El comendador Ruy Pérez I de Villegas junto a sus tres hermanos citados Pedro el Segundón, Juan el Viejo y Sancho el Menor, el hijo más joven Lope Ruiz de Villegas (n. ca. 1299), el sobrino Fernán Sánchez de Villegas, el hijastro Fernán González de Hinestrosa, el sobrino político Diego II Gutiérrez de Cevallos, los sobrinos segundos Juan González de Lucio y su primo Pedro Fernández de Lucio, entre otros, estuvieron todos en las Cortes de Burgos de 1315 y en donde confirmaron sus parentescos.
En 1319 perecieron los citados regentes Juan y Pedro como consecuencia de la desastrosa campaña militar de la Sierra Elvira contra el Sultanato de Granada, por lo que María de Molina quedó como única tutora y regente hasta su fallecimiento el 1º de julio de 1321, pero mientras tanto su otro hijo el infante Felipe de Castilla, Don Juan Manuel que era príncipe de Villena y tío segundo del rey —por ser nieto de Fernando III— y Juan de Haro el Tuerto que era el tío segundo del joven monarca por ser hijo del fallecido Juan, dividieron el reino con motivo de sus aspiraciones a la regencia, mientras el mismo era saqueado por los musulmanes y la levantisca nobleza. 
Una vez que el rey Alfonso XI fue declarado mayor de edad el 7 de septiembre de 1325, asumió el trono y consiguió el fortalecimiento del poder real e hizo las capitulaciones matrimoniales para desposar a la joven Constanza Manuel de Villena de tan solo nueve años de edad, mediante un tratado con sus padres Don Juan Manuel y su esposa la infanta Constanza de Aragón, que era a su vez la hija del rey Jaime II. De esta manera fue ratificado por las Cortes de Valladolid el 28 de noviembre del mismo año, pero dada la minoría de edad de Constanza el matrimonio no llegó a consumarse.
A mediados de 1327 Constanza fue repudiada por el monarca Alfonso XI, al estar interesado en su prima la infanta María de Portugal, hija del rey Alfonso IV y de su esposa Beatriz de Castilla, y además para estrechar lazos con el reino vecino.

### Fallecimiento y capitulaciones matrimoniales en Portugal

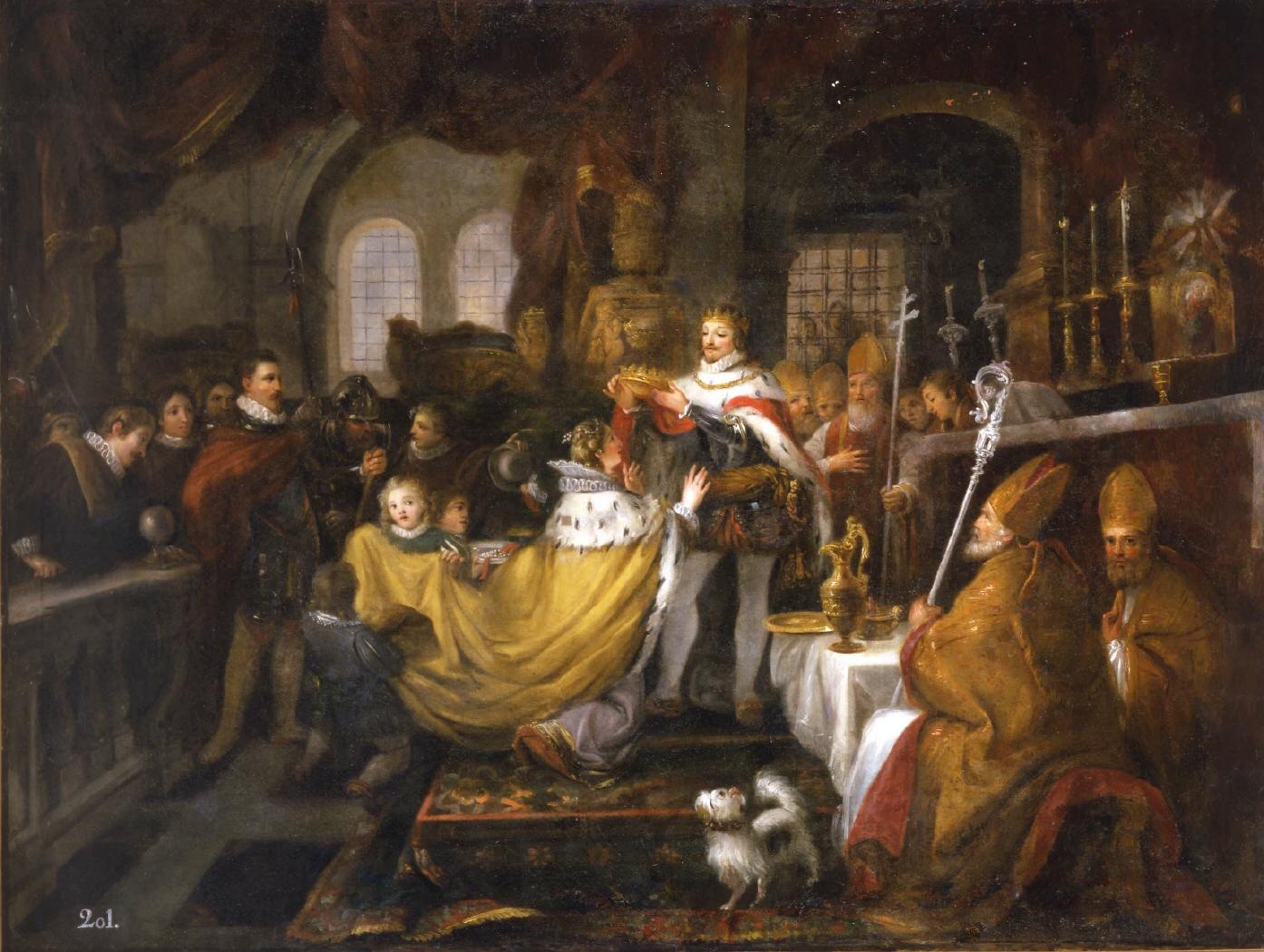
La coronación del rey Alfonso XI de Castilla y de su esposa la reina María de Portugal en el monasterio de las Huelgas de Burgos en 1332.

Finalmente el señor feudal Ruy Pérez I de Villegas fallecería en alguna parte de la Corona de Castilla el 1 de octubre de 1327.
En el mismo año de su fallecimiento y al estar interesado el monarca Alfonso XI en su prima la infanta María de Portugal, el 18 de octubre del corriente mandaría allí al primogénito sucesor Pedro Ruiz II de Villegas como su procurador, para que el monarca portugués aceptara en nombre del soberano castellano las capitulaciones matrimoniales con la infanta.
Como Constanza había quedado recluida en el castillo de Toro, Don Juan Manuel reclamó su hija al rey pero este se negó a entregársela, por lo que junto a su medio hermano Sancho Manuel de Castilla le declaró la guerra en sucesivas ocasiones hasta que después de firmar un tratado de paz se la devolvería al año siguiente.

## Matrimonio y descendencia
El comendador Ruy Pérez I de Villegas se había unido en matrimonio con Teresa González de Cevallos (n. ca. 1270) que era viuda en sus primeras nupcias de Gonzalo Pérez de Hinestrosa (ca. 1268-ca. 1295), VI señor de la Casa de Hinestrosa, con quien tuvo por único hijo a su sucesor el VII señor Fernán González de Hinestrosa (ca. 1290-1351) y abuelos paternos de María Fernández de Hinestrosa cuyos hijos eran el maestre calatravo Diego y María de Padilla, y del valido real Juan Fernández de Hinestrosa, VIII señor de Hinestrosa desde 1351, con parentesco en la Casa de Villegas.
Era una hermana de Ruy González de Cevallos (ca. 1255-ca. 1300), alcalde mayor de Toledo y adelantado mayor de Murcia hacia 1279 que se casó con María Fernández de Caviedes, II señora del Valle de Valdáliga, de Lamadrid, del linaje y del solariego de Caviedes, y demás feudos, y le concibió al menos tres hijos documentados, a Diego II Gutiérrez de Cevallos, XIV almirante mayor de Castilla desde 1303, que por heredar a su abuelo paterno en 1305 fue I señor de la Casa de Cevallos de Buelna y demás feudos, que se casó con Juana García Carrillo —fueron padres del sucesor Gutierre Díaz de Cevallos "el de Buelna" que se enlazaría con Isabel Bravo de Hoyos, y de cinco más, el maestre alcántaro Diego III Gutiérrez de Cevallos, Ruy González, Pedro Díaz, María Díaz casada con Juan Martínez de Leiva y Elvira Álvarez de Cevallos, señora de Escalante, que se casaría con Fernán Pérez de Ayala, señor de Ayala— además a Gutierre Díaz de Cevallos que también como heredero de su abuelo fue I señor de la Casa de Cevallos de las Presillas y otras propiedades, y a Estefanía Rodríguez de Cevallos, I señora de Villalva y de Vado de las Estacas, que se casó en primeras nupcias con el IX almirante mayor castellano Juan Mathé de Luna, I señor de Huelva desde 1293 y con quien tuvo a tres hijos, y en segundas nupcias hacia 1301 con Enrique Enríquez el Viejo y tuvieron al único hijo homónimo Enrique Enríquez el Mozo.
Teresa y su hermano Ruy González eran hijos del camarero mayor real Gonzalo Díaz de Cevallos (ca. 1235-1305), señor de la Casa de Cevallos, de Escalante, de Acereda, de Zavallos, de Río Moroso, demás feudos y primer alcalde mayor de la Hermandad de los Hidalgos de Castilla la Vieja desde 1270, y de su esposa Antolina Martínez de la Hoz que era una hija de Martín Antolínez de la Hoz y de su mujer Godo Galíndez de Ordejuela.
Fruto del enlace entre Ruy Pérez I de Villegas y su mujer Teresa González de Cevallos nacieron tres hijos varones y una mujer menor:
- Pedro Ruiz II de Villegas (¿Burgos?, ca. 1295-Medina del Campo, e/ 1º y 17 de abril de 1355) fue el IV señor de la Casa de Villegas, merino mayor en 1353 y adelantado mayor de Castilla desde 1354 hasta su deceso. Se había casado con Teresa González de Cevallos y tuvieron a cuatro hijos, siendo el sucesor Ruy Pérez II de Villegas.

- Sancho Ruiz de Villegas el Portín[7][102][103][s] (¿Burgos?, ca. 1297-Real Alcázar de Sevilla,[47][103] 28 de mayo de 1358),[47] IV señor de la mitad de la behetría de Villamorón,[106][107][49] de Villasevil,[1][108][109][110] de Corvera,[1][108][110] de Santa Olalla,[108] de Boroleña[108] por compra en 1350[111] y otros feudos[1][108][c] desde 1327[4] —exceptuando Villamorón, los feudos restantes se los vendió[1][108] a Garcilaso II de la Vega[1][108] en 1351, el mismo año de su ejecución— además de ser señor del sexto de Pedrosa del Páramo[105][112][113] y del quinto de Villegas,[8][113] fue escudero[47] y luego camarero[41][114] y caballerizo mayor[47][115] del bastardo real Fadrique Alfonso de Castilla[41][47][103] y posteriormente merino de Asturias de Santillana[5][14][111] desde 1351[116] hasta 1358,[103] año en que ambos fueron asesinados en el palacio real de Sevilla[103] por mandato del rey Pedro I.[41][47][103] Sancho Portín se había casado antes de 1316 con María Alfonso y fueron padres[m] al menos de Sancha Fernández de Villegas que se enlazaría antes de 1347 con Gudiel Alfonso Cervatos.[7]

- Lope Ruiz de Villegas[117][118][119] (ca. 1299[2]-f. antes de 1351)[120][119] que había sido señor de varios feudos[40] desde 1327[4] y los cuales heredó a sus hijos que le sobrevivieron, fue caballero de la Orden de la Banda[4][121][41] desde 1332, y fue padre[41][105][118] de Juan Rodríguez de Villegas "el Calvo"[41][105][118][122][123] (n. ca. 1329 - Guadix,[124] 15 de enero de 1362),[124] señor de la behetría del sexto de Pedrosa del Páramo,[105][112][122] del quinto de Villegas,[8][122] del quinto de Villamorón[106] y del tercio de Olmos de la Picaza,[t] y su otro hijo legítimo que aparentemente no le sobrevivió se llamaba Pedro Rodríguez de Villegas[41] (f. antes de 1350), y además muy probablemente fue progenitor de un hijo ilegítimo por no haberlo heredado en las behetrías de linaje o entre parientes llamado Alfonso López de Villegas (n. ca. 1321),[m] señor del sexto de Pedrosa del Páramo.[105][112][122]

- María Ruiz de Villegas[101] (n. ca. 1300) que se casó con Lope Díaz Alcalde "el Desgraciado"[101] (f. e/ 1355 y 1359) por fallecer arrastrado por su caballo al huir, luego de que le avisara María de Padilla, de su condena a muerte por orden del rey Pedro I de Castilla. Lope era hermano del segundogénito Nuño Díaz Alcalde, caballero de la Orden de la Banda desde 1332,[101] e hijos de Diego López Alcalde y de su esposa Mayor García de Tagle.[101] María le concibió a Lope al menos cuatro hijos: Diego, Pedro, Fernán y Juan López Alcalde.[101]